# Pedro Álvarez
Pedro Manuel Álvarez Jr. (ur. 6 lutego 1987) – dominikański baseballista występujący na pozycji trzeciobazowego w Baltimore Orioles.

## Przebieg kariery
Álvarez studiował na Vanderbilt University, gdzie w latach 2006–2008 występował w drużynie uniwersyteckiej Vanderbilt Commodores. W 2008 został wybrany w pierwszej rundzie draftu z numerem drugim przez Pittsburgh Pirates i początkowo występował w klubach farmerskich tego zespołu, między innymi w Indianapolis Indians, reprezentującym poziom Triple-A. W Major League Baseball zadebiutował 16 czerwca 2010 w meczu przeciwko Chicago White Sox, rozegranego w ramach interleague play.
16 lipca 2013 po raz pierwszy w karierze wystąpił w Meczu Gwiazd. W sezonie 2013 wraz z Paulem Goldschmidtem z Arizona Diamondbacks zdobył najwięcej home runów w National League (36) i otrzymał nagrodę Silver Slugger Award.
10 marca 2016 związał się roczną umową z Baltimore Orioles, a w marcu 2017 podpisał niegwarantowany kontrakt z tym klubem.

## Nagrody i wyróżnienia
| Nagroda/wyróżnienie  | Lata | Źródło |
| All-Star             | 2013 | [ 5 ]  |
| Silver Slugger Award | 2013 | [ 7 ]  |